# Molensteegpoort
De Molensteegpoort was een stadspoort in de tweede ommuring van 's-Hertogenbosch. De Molensteegpoort was te vinden in de Molensteeg achter de Weversplaats en had een poort naar de Stadsgracht. De poort werd hierdoor en wellicht ten onrechte een waterpoort genoemd, omdat achter de poort geen water was.